# Cremersia brasiliensis
Cremersia brasiliensis är en tvåvingeart som beskrevs av Borgmeier 1928. Cremersia brasiliensis ingår i släktet Cremersia och familjen puckelflugor. Inga underarter finns listade i Catalogue of Life.